# Hortus

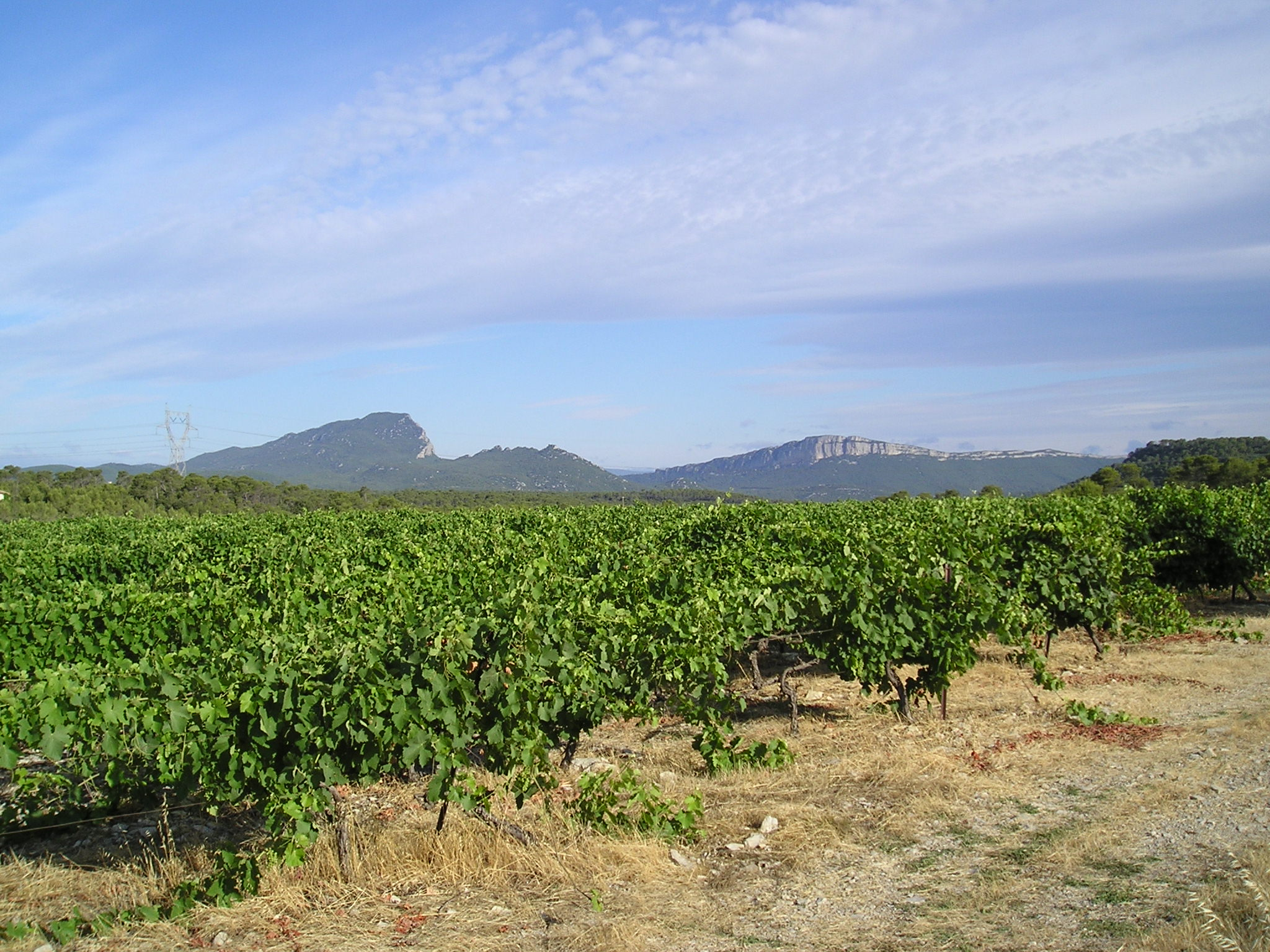
Pic Saint-Loup (links) und Hortus (rechts)

Der 512 m hohe Hortus (auch Montagne d’Hortus oder Causse d’Hortus, okzitanisch: Òrtols) liegt in den südlichen Ausläufern der Cevennen im südfranzösischen Département Hérault. Seine weithin sichtbare Kalksteinklippe bildet die Grenze zwischen den Gemeinden Rouet im Norden und Valflaunès im Süden.

## Lage
Das markante Kalkstein-Felsplateau des Hortus befindet sich etwa 15 Kilometer (Luftlinie) nördlich von Montpellier auf dem Gebiet der Gemeinden Rouet und Notre-Dame-de-Londres, von wo aus es eine Straßenverbindung (D122) bis kurz unterhalb des Gipfelplateaus gibt. Südwestlich gegenüber dem Hortus ragt die dominante Felsspitze des Pic Saint-Loup (638 m) in die Höhe.

## Geologie
Das ganze Gebiet der Cevennen und der Causses besteht aus Kalkstein; es wurde vor Millionen von Jahren durch tektonische Kräfte der Plattenverschiebung aus dem Meer emporgehoben. Da Kalkstein kaum Wasser speichern kann, ist das Gebiet an der Oberfläche recht arid und eignet sich nur für einen natürlichen Bewuchs mit Trockengehölzen (Garrigue).

## Geschichte
Ob das Gebiet – wie früher angenommen – schon den Neandertalern bekannt war, ist unklar. Jedenfalls wurden zahlreiche Steinwerkzeuge gefunden, die von anderen Forschern in die Zeit des Moustérien eingeordnet werden.

## Legende
Eine Legende besagt, dass einst zwei Liebende – ein Schäfer und eine Schäferin – in die Berge flohen, um der Verheiratung des Mädchens mit einem reichen Kaufmann zu entfliehen. Von Hunden verfolgt, standen sie unvermittelt vor einer hoch aufragenden Bergkette. Sie beteten um Hilfe, woraufhin ein in der Nähe lebender Riese mit einem Fausthieb den Berg spaltete.